# Aspidothelium scutellicarpum
Aspidothelium scutellicarpum är en lavart som beskrevs av Lücking 1999. Aspidothelium scutellicarpum ingår i släktet Aspidothelium och familjen Aspidotheliaceae.   Inga underarter finns listade i Catalogue of Life.